# Colonia 25 de Mayo

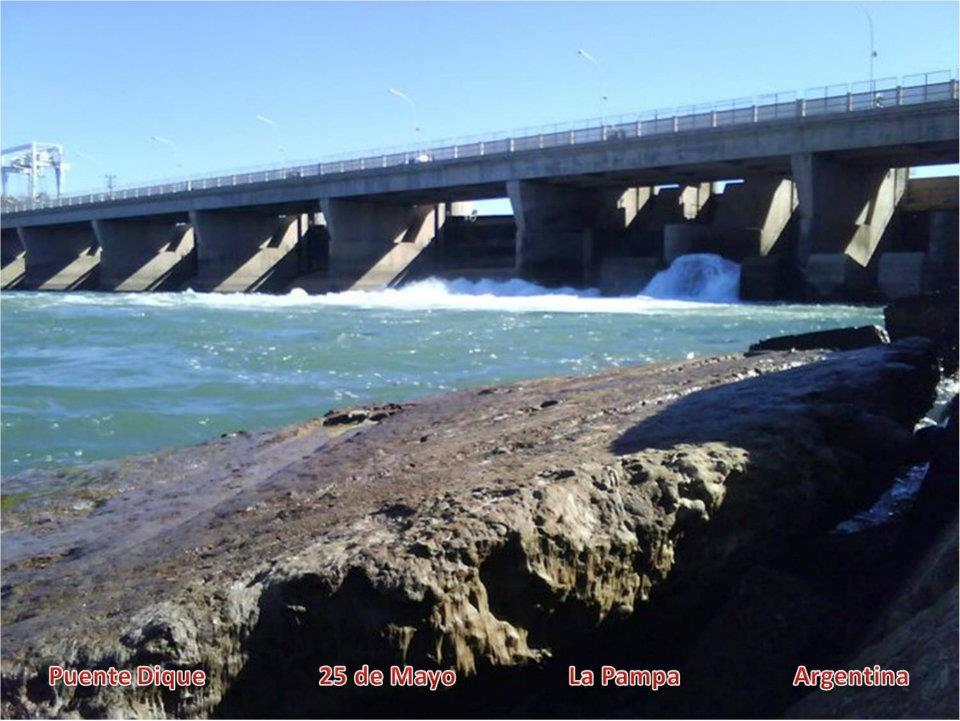
Puente Dique río Colorado.

25 de Mayo, o Colonia 25 de Mayo, es una ciudad en el extremo sudoeste de la provincia de La Pampa, Argentina, sobre el río Colorado. Es la cabecera del departamento Puelén y su zona rural se extiende también sobre los departamentos Curacó y Limay Mahuida.
Se ha convertido en la cuarta ciudad de la provincia, dado que su producción de petróleo y gas es la más importante de la provincia de La Pampa, y en la de mayores ingresos, por sus regalías hidrocarburos.
Mediante el decreto n.º 1033/12, firmado por el gobernador de La Pampa, Oscar Mario Jorge, se designó a 25 de Mayo "Capital Provincial de la Alfalfa y el Petróleo" Cabecera del departamento Puelén, 25 de Mayo se encuentra emplazada casi sobre el límite provincial, cercana a Río Negro, y prácticamente aislada del resto de las poblaciones de La Pampa. Lo que acrecienta el atractivo provocando curiosidad por lo desconocido.
25 de Mayo creció prendido al aprovechamiento de los recursos naturales. La primera obra de la zona fue el Puente Dique Punto Unido, orientado a detener las aguas del río y derivarlas por una red de canales hasta las parcelas que enverdecen con su riego. Unos kilómetros más adelante, se construiría posteriormente la Central Hidroeléctrica Los Divisaderos, donde la fuerza del agua sería utilizada para la generación de energía.
Pero si existió, y existe en el lugar, una obra pretensiosa, ella fue la construcción de la presa del embalse Casa de Piedra, que cambió el medio ambiente característico dando espacio a la formación de un lago artificial, y con ello a la conformación de una villa turística que pugna por lograr en medio del desierto el nacimiento de un paraíso.

## Historia de Colonia 25 de Mayo
Fundado como Colonia Agrícola y Pastoril el 26 de julio de 1909, por decreto del presidente Figueroa Alcorta, 25 de Mayo institucionalizaría en la historia otras dos significativas fechas con respecto a su existencia como asentamiento pampeano. Una surgiría con posterioridad al 30 de diciembre de 1914, día en que una gran inundación arrasó con todo lo material e incluso con algunas vidas, obligando a una reconstrucción de base. Otra adquiría importancia a partir de la década de 1950, cuando se quitó del nombre oficial el sustantivo “Colonia”, quedando únicamente la fecha patria..

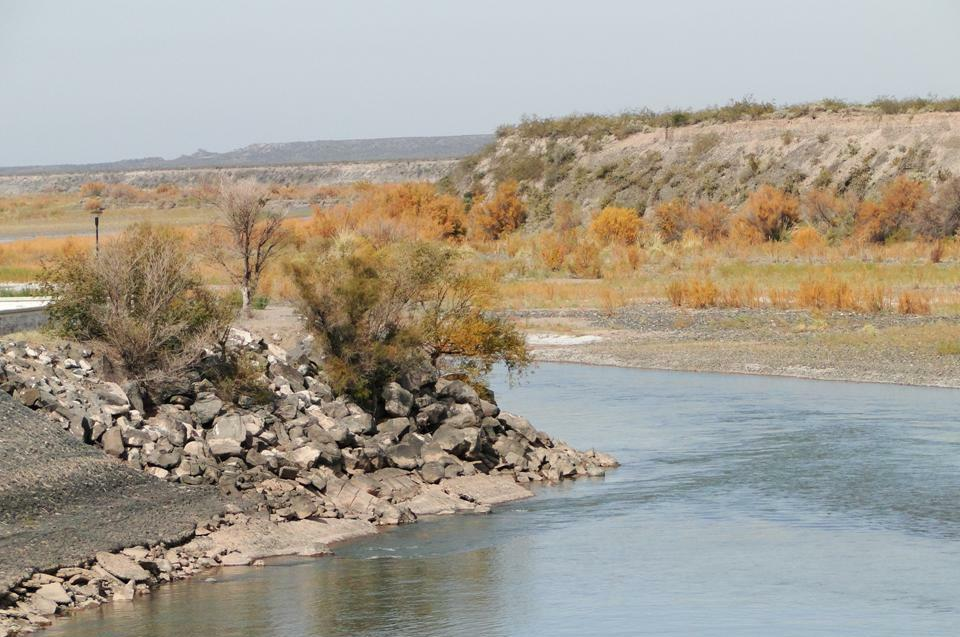
Río Colorado - Puente Dique "Punto Unido"

Está emplazada a 411 km de Santa Rosa, la capital provincial, y a 159 km de Neuquén. La RN 151 la enlaza con las provincias cuyanas y con la RP 20 hacia el Paso Internacional Pehuenche.

## Geografía
25 de mayo está en el Alto valle del Río Colorado, en el desierto pampeano-patagónico. Su clima se puede considerar como continental moderado, con otoños y primaveras suaves, veranos cálidos e inviernos fríos. También se presentan fuertes vientos fríos y secos. Hay una vegetación xerófila, arbustiva, a excepción de las riberas mismas del río, donde abundan las salicáceas. La roca madre es del período Terciario inferior, presentando fósiles marinos de fácil localización. Desde las partes más altas se divisan algunas de las grandes montañas volcánicas que preceden la Cordillera de los Andes.

## Clima
En la ciudad de 25 de mayo la temperatura media anual es de 15.4 °C. La temperatura media del mes más caliente, que representa al verano (enero) es de 24.2 °C. y la del mes más frío que caracteriza al invierno (julio) es de 6.7 °C. Las temperaturas máximas y mínimas medias son de 22.7 °C y 7 °C respectivamente. La temperatura máxima absoluta en la serie considerada es de 42.5 °C en el mes de enero, y la mínima absoluta –13 °C (periodo 1971-1996) en el mes de junio.
La amplitud térmica media anual (diferencia entre la temperatura máxima media y la temperatura mínima media) es de 15.7 °C.
El período con heladas se extiende de abril a octubre.
La humedad relativa media anual es de 59% con una media mensual máxima de 70% en el mes de julio y una media mensual mínima de 50% en el mes de enero.
La precipitación media anual registrada es de 262.1 mm. El 62% del agua anual precipitada cae en el semestre estival (octubre-marzo).
La evaporación media anual es de 1573 mm, registrándose los valores más altos en los meses de verano y los más bajos en los meses de invierno con diferencias muy marcadas entre ambos períodos.
Los vientos predominantes durante el año son de las direcciones NE y SW. La velocidad media anual del viento a 2 m de altura es de 6.8 km/h siendo el período más ventoso el de primavera y comienzo de verano.
La presión atmosférica media anual es de 977.3 hPa, observándose la mayor presión para el mes de julio, coincidente con el momento de mayor estabilidad de la atmósfera. El menor valor es en diciembre cuando ocurren tormentas violentas producto de la inestabilidad atmosférica.
La heliofanía relativa media anual es de 57%. La mayor insolación corresponden a los meses de enero y febrero cuyos valores son 71% y 72% respectivamente y la menor insolación se observa en los meses de junio y julio con valores de 44% y 41% respectivamente.
| Parámetros climáticos promedio de 25 de Mayo (La Pampa) - Normales : 1971-1996 - Extremos : 1971-1996 | Parámetros climáticos promedio de 25 de Mayo (La Pampa) - Normales : 1971-1996 - Extremos : 1971-1996 | Parámetros climáticos promedio de 25 de Mayo (La Pampa) - Normales : 1971-1996 - Extremos : 1971-1996 | Parámetros climáticos promedio de 25 de Mayo (La Pampa) - Normales : 1971-1996 - Extremos : 1971-1996 | Parámetros climáticos promedio de 25 de Mayo (La Pampa) - Normales : 1971-1996 - Extremos : 1971-1996 | Parámetros climáticos promedio de 25 de Mayo (La Pampa) - Normales : 1971-1996 - Extremos : 1971-1996 | Parámetros climáticos promedio de 25 de Mayo (La Pampa) - Normales : 1971-1996 - Extremos : 1971-1996 | Parámetros climáticos promedio de 25 de Mayo (La Pampa) - Normales : 1971-1996 - Extremos : 1971-1996 | Parámetros climáticos promedio de 25 de Mayo (La Pampa) - Normales : 1971-1996 - Extremos : 1971-1996 | Parámetros climáticos promedio de 25 de Mayo (La Pampa) - Normales : 1971-1996 - Extremos : 1971-1996 | Parámetros climáticos promedio de 25 de Mayo (La Pampa) - Normales : 1971-1996 - Extremos : 1971-1996 | Parámetros climáticos promedio de 25 de Mayo (La Pampa) - Normales : 1971-1996 - Extremos : 1971-1996 | Parámetros climáticos promedio de 25 de Mayo (La Pampa) - Normales : 1971-1996 - Extremos : 1971-1996 | Parámetros climáticos promedio de 25 de Mayo (La Pampa) - Normales : 1971-1996 - Extremos : 1971-1996 |
| Mes                                                                                                   | Ene.                                                                                                  | Feb.                                                                                                  | Mar.                                                                                                  | Abr.                                                                                                  | May.                                                                                                  | Jun.                                                                                                  | Jul.                                                                                                  | Ago.                                                                                                  | Sep.                                                                                                  | Oct.                                                                                                  | Nov.                                                                                                  | Dic.                                                                                                  | Anual                                                                                                 |
| --- | --- | --- | --- | --- | --- | --- | --- | --- | --- | --- | --- | --- | --- |
| Temp. máx. abs. (°C)                                                                                  | 42.5                                                                                                  | 40.9                                                                                                  | 37.8                                                                                                  | 34.2                                                                                                  | 33.2                                                                                                  | 29.5                                                                                                  | 26.5                                                                                                  | 29.5                                                                                                  | 33.5                                                                                                  | 35.9                                                                                                  | 38.0                                                                                                  | 39.8                                                                                                  | 42.5                                                                                                  |
| Temp. máx. media (°C)                                                                                 | 31.5                                                                                                  | 30.3                                                                                                  | 27.1                                                                                                  | 22.4                                                                                                  | 17.9                                                                                                  | 13.2                                                                                                  | 13.8                                                                                                  | 16.6                                                                                                  | 19.5                                                                                                  | 23.0                                                                                                  | 27.1                                                                                                  | 29.9                                                                                                  | 22.7                                                                                                  |
| Temp. media (°C)                                                                                      | 24.2                                                                                                  | 23.0                                                                                                  | 19.6                                                                                                  | 14.8                                                                                                  | 10.5                                                                                                  | 6.8                                                                                                   | 6.7                                                                                                   | 8.9                                                                                                   | 12.0                                                                                                  | 15.8                                                                                                  | 19.8                                                                                                  | 22.7                                                                                                  | 15.4                                                                                                  |
| Temp. mín. media (°C)                                                                                 | 14.0                                                                                                  | 13.2                                                                                                  | 10.4                                                                                                  | 6.1                                                                                                   | 3.2                                                                                                   | 0.6                                                                                                   | 0.0                                                                                                   | 1.1                                                                                                   | 3.9                                                                                                   | 7.4                                                                                                   | 10.2                                                                                                  | 13.6                                                                                                  | 7.0                                                                                                   |
| Temp. mín. abs. (°C)                                                                                  | 0.5                                                                                                   | 0.8                                                                                                   | -3.5                                                                                                  | -5.6                                                                                                  | -9.0                                                                                                  | -13.0                                                                                                 | -11.6                                                                                                 | -9.1                                                                                                  | -7.9                                                                                                  | -2.7                                                                                                  | -2.5                                                                                                  | 3.6                                                                                                   | -13.0                                                                                                 |
| Fuente: *SMN: Estación Meteorológica de 25 de Mayo - Datos Período 1971-1996</ promedio 1971-1996     | | | | | | | | | | | | | |

### Población
Según el censo se contabilizaron 8507 habitantes (Indec, 2010), lo que representó un incremento frente a los 6962 habitantes (Indec, 2001) del censo anterior. En tanto, la composición de la población fue de 4404 varones y 4103 mujeres índice de masculinidad del 107.34%. También, se computaron 2909 viviendas, un notorio incremento frente a las 1814 del censo anterior.
El censo nacional 2022 arrojó 10 751 habitantes y 4 134 viviendas. Esto la situó como el cuarto municipio de la provincia.
| Gráfica de evolución demográfica de 25 de Mayo entre 1991 y 2022 |
|                                                                  |
| Fuente: Censos nacionales del INDEC                              |

## Producción
25 de mayo es una ciudad joven que demuestra su empuje mediante el constante avance en obras. El futuro se visualiza promisorio debido a la diversificación de producción que esta zona presenta gracias a grandes reservas de tierra con posibilidad de riego a partir del Sistema de Aprovechamiento Múltiple del Río Colorado, (SAM). El SAM permite a través de tecnología de punta el cultivo de vid, trigo, maíz , soja y alfalfa a gran escala , esta última industrializada en cubeteado, pelet y harina.
Es una zona rica en minerales e hidrocarburos, siendo las explotaciones más importantes:
- Bentonita
- Yeso
- Gas
- Petróleo

La producción frutihortícola de 25 de mayo brinda diversas y atractivas posibilidades, verduras, frutas y las tradicionales conservas artesanales pueden disfrutarse en la temporada de verano directamente desde las plantas o huertas o visitando la mini fábrica de dulces del Centro Educativo Polivalente.
El Ente Provincial del Río Colorado es el organismo de desarrollo, que tiene como función la puesta en producción de 85 000 hectáreas en la margen pampeana del río Colorado.
La información sobre este Organismo se puede encontraren la página web: www.lapampa.gov.ar, Gobierno de La Pampa, Poder Ejecutivo, Ministerio de la Producción, Ente Provincial del Río Colorado. Esta página brinda información sobre como comunicarse, normas legales, ubicación de los proyectos, y demás datos de interés.
La cercanía de un río permite entre otros beneficios el aprovechamiento de sus aguas para la generación de energía. Es así que el río Colorado activa la Central Los Divisaderos, obra de envergadura capacitada para producir 10 000 kW por hora, energía que es aportada al Sistema Interconectado Nacional.
Recientemente se incrementado la actividad petrolera en la zona.

## Historia
Los hechos históricos más relevantes de la localidad son su Fundación como Colonia Agrícola y Pastoril por decreto del presidente Figueroa Alcorta del 26 de julio de 1909; la trágica inundación del 30 de diciembre de 1914 ("Hemiciclo Húmedo Florentino Ameghino" 1870 a 1920), que provocó cientos de pobladores ahogados, por desborde de la laguna de Carri Lauquen; y el descubrimiento de petróleo, en 1971.
En su infraestructura se destaca la central hidroeléctrica Los Divisaderos.

## Fiesta de la Alfalfa y el Petróleo Pampeano
En el primer fin de semana de diciembre se realiza la Fiesta de la Alfalfa y el Petróleo Pampeano que cuenta con espectáculos de primer nivel y mucho entretenimiento. Noches festivaleras con la presencia de cantantes a nivel nacional, provincial y regional, elección de la reina, Expo Artesanal y comercial y desfiles alegóricos. Esta fiesta es organizada por el Club Infantil 25 de Mayo y se ha convertido en una de las más importantes de la provincia de La Pampa.

## Deportes
25 de mayo tiene una gran actividad deportiva como Atletismo, Vóleibol, Básquet, Hockey, Rugby, Boxeo, Pelota Paleta, Judo, Ping Pong y eventos de automovilismo. El Fútbol ha sido el deporte protagonista a lo largo de la historia de 25 de mayo. Actualmente hay tres clubes de fútbol que son el Club Punto Unido (fundado en el año 1963), el Club Infantil 25 de Mayo (fundado el 25 de mayo de 1984), y el Club Social y Deportivo 25 de Mayo (fundada en el 2009) estos equipos han participado en la Liga Deportiva Confluencia, y en diferentes eventos deportivos a nivel nacional e internacional. 
También es de destacar el programa Ayelén, es un centro recreativo y educacional para niños en preescolar, durante la época escolar funciona como jardín materno infantil en varias instalaciones, y en vacaciones como colonia de recreación, contando con amplias instalaciones exclusivas para su desarrollo.

## Parroquias de la Iglesia católica
| Diócesis  | Santa Rosa en Argentina |
| --------- | ----------------------- |
| Parroquia | Santa Rosa              |

## Centros evangélicos
- Auditorio Cristiano Alta Gracia
- Iglesia Biblia Abierta
- Iglesia Casa de Dios
- Iglesia de Dios de la Profecía
- Ministerio Vida y Renuevo
- Iglesia Adventista del Séptimo Día.
- Manantial de fe
- Iglesia de los Santos de los Últimos Días
- Iglesia Pentecostal Argentina
- Iglesia Unión Pentecostal
- Iglesia Israelita del Nuevo Pacto
- Iglesia Ondas de Jesús
- Iglesia de los hermanos libres